# The Getaway World Tour
Il The Getaway World Tour è stato il tour mondiale dei Red Hot Chili Peppers a supporto del loro undicesimo album in studio, The Getaway, uscito il 17 giugno 2016. Si è trattato del secondo ed ultimo tour con la band per il chitarrista Josh Klinghoffer, che aveva rimpiazzato John Frusciante nel 2010 per poi essere a sua volta sostituito dallo stesso Frusciante il 15 dicembre 2019. Con questo tour mondiale, il gruppo è tornato sulle scene a distanza di due anni dall'ultima volta, quando si esibì al Festival dell'Isola di Wight il 14 giugno 2014.
Tale tournée si è piazzata al trentaduesimo posto della classifica stilata dalla Pollstar inerente a 100 tour mondiali svoltisi nel 2016, con un incasso di 46,2 milioni di dollari, mentre ha raggiunto la diciottesima posizione nella medesima classifica del 2017, con 73,5 milioni di dollari.

## Antefatti
Nel 2014 i Red Hot Chili Peppers chiusero il loro tour di I'm with You durato quasi tre anni, al termine del quale si presero una breve pausa, prima di lavorare al disco successivo. Le prime date del Getaway Tour vennero ufficializzate sul finire del 2015, con la partecipazione della band ad alcuni tra i più importanti festival europei previsti per la successiva estate. Il 5 febbraio 2016 il gruppo suonò a Los Angeles in occasione del FEEL THE BERN, un evento atto a sponsorizzare la candidatura politica del democratico Bernie Sanders, in vista delle elezioni presidenziali del 2016, mentre il giorno successivo fu impegnato in un mini-set ad una festa privata a San Francisco, in occasione del Super Bowl 50, chiamata Direct Tv e trasmessa in televisione; per l'occasione tornarono a suonare Aeroplane, pezzo che non performavano dal 1997, proponendo anche un paio di cover di David Bowie (Cracked Actor e Starman) per omaggiare lo stesso artista, scomparso il mese precedente. Il 13 aprile seguente, il bassista Flea fu invitato a suonare l'inno statunitense in occasione dell'ultima partita da professionista del cestista Kobe Bryant allo Staples Center di Los Angeles; la sera stessa il gruppo fu impegnato in un mini show privato da quattro canzoni a supporto della Sean Parker Foundation, dedicata alla lotta dei bambini contro il cancro. Il 24 dello stesso mese si esibirono a New Orleans in occasione del Jazz & Heritage Festival, nel quale vennero accompagnati dai The Meters per una jam.
Il 14 maggio successivo, poco prima dell'esibizione dei Red Hot al KROQ Weenie Roast, il cantante Anthony Kiedis accusò un malore che costrinse la band ad annullare lo show e che portò lo stesso Kiedis ad essere trasportato d'urgenza in ospedale; la sera stessa, gli altri tre componenti del gruppo salirono sul palco e, a nome di Flea, si dissero desolati dal fatto di non poter suonare, in quanto le condizioni di Anthony non lo avrebbero permesso. La mattina seguente, la madre dello stesso Kiedis pubblicò uno stato su Facebook in cui rassicurò tutti circa le condizioni di salute del figlio, dicendo che erano in via di miglioramento e che non si sarebbe reso necessario alcun intervento in ospedale. Una volta ristabilitosi Kiedis, lo show venne recuperato per il 26 maggio seguente. A proposito di questo malanno, il cantante dei RHCP ha dichiarato, in un'intervista rilasciata pochi giorni dopo, che si trattò in realtà di forti bruciori di stomaco, dovuti ad un virus intestinale avuto di recente e ad un'operazione all'ernia avuta in passato: 

## Tour

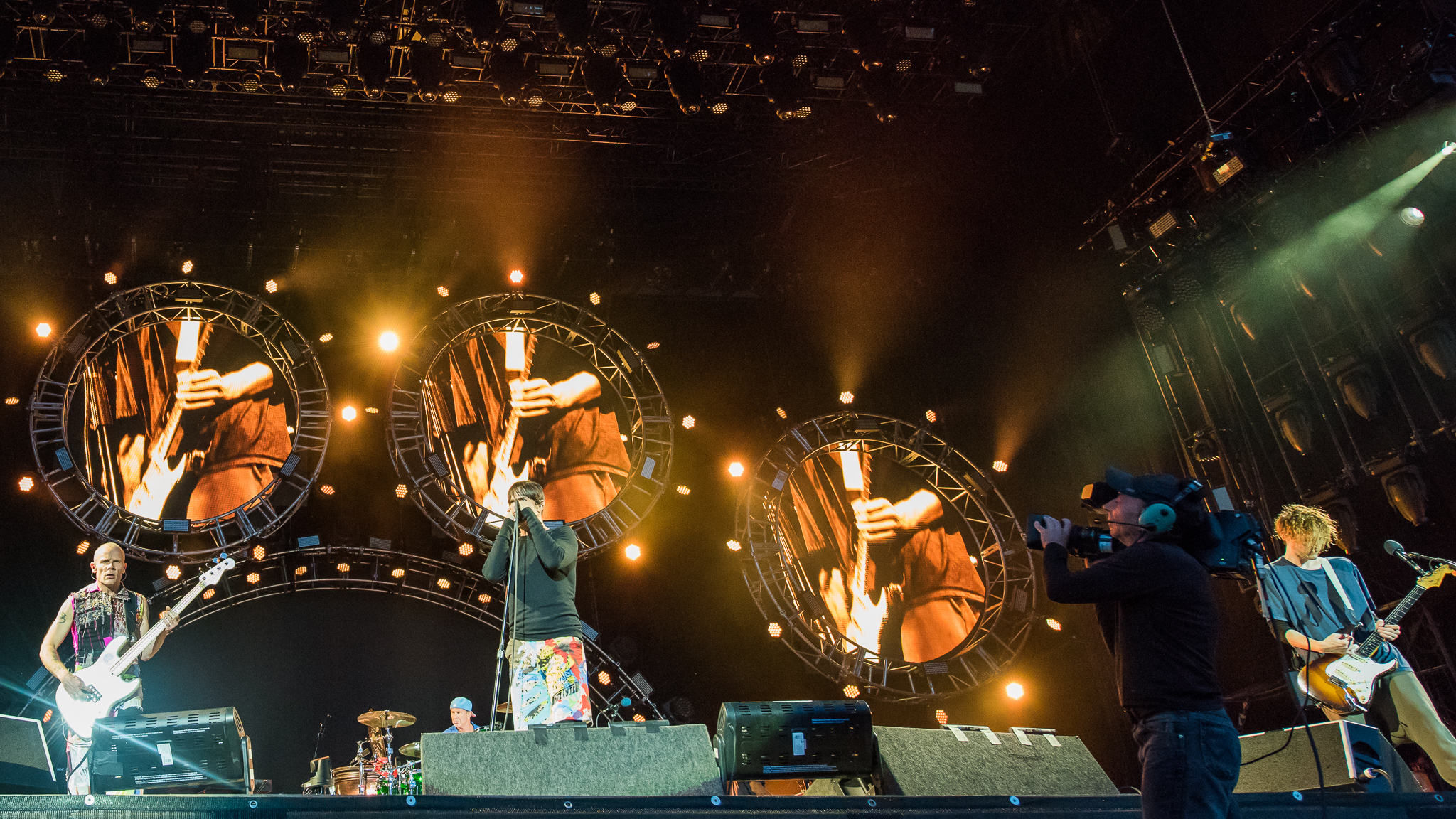
I Red Hot Chili Peppers in concerto al Rock im Park nel 2016.

In un'intervista rilasciata il 5 maggio 2016, Anthony Kiedis affermò di essere molto entusiasta riguardo alle nuove canzoni da suonare dal vivo: 
Il tour iniziò ufficialmente il 22 maggio 2016 al Rock on the Range, dove, per la prima volta, venne suonata dal vivo Dark Necessities, brano apripista del nuovo album, uscito il 5 maggio precedente. Il 4 giugno seguente, al Rock am Ring, in Germania iniziò il tour europeo della band, che per l'occasione, presentò per la prima volta live la title track The Getaway, pubblicata dai Red Hot su YouTube il 25 maggio precedente. Il 10 giugno, invece, a fare il suo esordio dal vivo al Pinkpop Festival fu We Turn Red, terza traccia a venir pubblicata dalla band sul proprio canale ufficiale della stessa piattaforma. Il tour nei festival europei durò fino a metà luglio, con la partecipazione al T in the Park, per poi proseguire in Asia, ad un festival sudcoreano e al Fuji Rock Festival in Giappone, passando per il Canada, fino a toccare il Lollapalooza a Chicago nel mese di agosto. La tournée nei festival proseguì fino alla fine del mese, con la partecipazione al Reading Festival e al Leeds Festival, in Inghilterra. Il 1º settembre, da Budapest cominciò invece la parte del tour nelle arene, che ha impegnato i RHCP in Europa fino al 18 dicembre e che li ha visti suonare per la prima volta nella loro storia in Lussemburgo; la band avrebbe dovuto chiudere la leg con due date a Dublino, ma a causa di un'influenza contratta da Anthony Kiedis è stata costretta a posticipare entrambi i concerti a settembre 2017.
Il 5 gennaio 2017, da San Antonio, il gruppo ha cominciato la leg nordamericana, che ha visto i Peppers impegnati nelle arene tra Stati Uniti e Canada fino al 1º luglio, per poi tornare in Europa per partecipare ad alcuni festival estivi in qualità di headliner, toccando, per la prima volta, paesi come Lettonia e Islanda. Dopo un mese di pausa, i RHCP sono tornati ad esibirsi negli USA nei mesi di settembre e ottobre, con nel mezzo, oltre alle date irlandesi da recuperare, anche concerti nei festival statunitensi, al Rock in Rio in Brasile e due date a Città del Messico, per poi concludere ufficialmente il tour il 18 ottobre a Glendale.

## Scenografia ed effetti

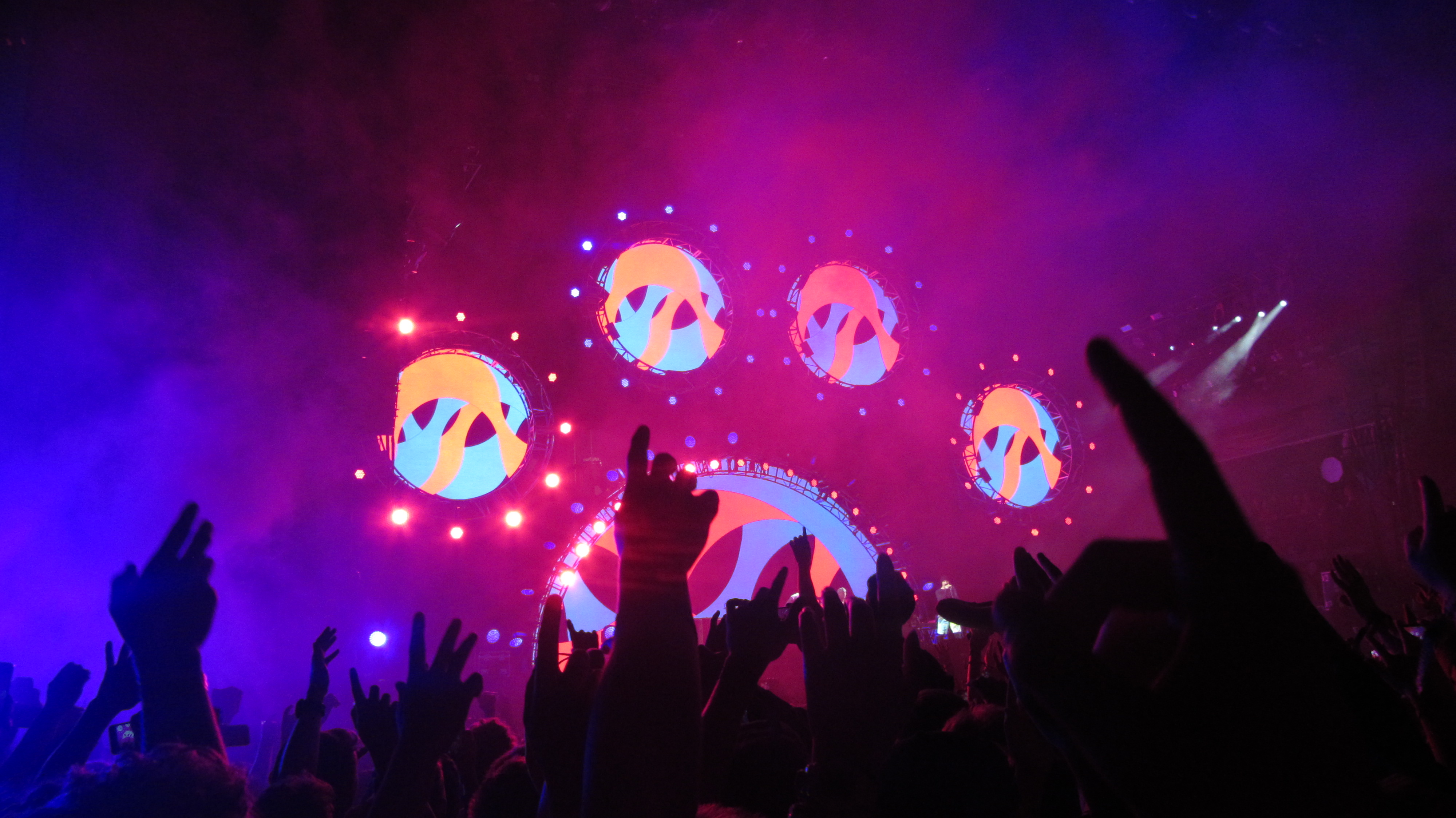
La scenografia utilizzata dalla band nei concerti all'aperto

In occasione dei concerti tenutisi nelle arene, viene utilizzata una scenografia basata sull'applicazione di una tecnologia che viene usata per la prima volta in una produzione itinerante: la "scultura cinetica luminosa", creata con la combinazione di una grande matrice di motori, ognuno con un punto di luce RGB, che formano un display luminoso, nel quale i pixel possono muoversi in verticale fino a quasi venti metri di altezza, ad una velocità massima di 3 m/s. Poiché il visual dello show è fortemente giocato sulla "scultura cinetica", il resto dell'impianto luci e video è molto semplice e convenzionale. L'intero parco luci è basato su poche tipologie di proiettori: Claypaky A.leda B-Eye K20 e Ayrton Magic Blade per wash ed effetti, oltre ai PRG Bad Boy, pilotati in remoto dal sistema di GroundControl, usati come seguipersona. Questi vengono integrati con qualche strobo ma, essenzialmente, i corpi illuminanti sono appesi su 11 truss verticali in fondo al palco e due truss per i tagli in alto, dove vivono tutti i Bad Boy, oltre a dei Bee•Eye a terra. Ci sono inoltre quattro schermi LED semitrasparenti con passo da 9 mm, con movimentazione su due assi. Questi ultimi vengono usati per circa metà del tempo per gli I-Mag, spesso con effetti applicati, mentre per l'altra metà per contributi grafici. Il resto dello show visivo si basa completamente sull'energia della band stessa e sulla matrice di punti luce che si estende dal fondo del palco, sopra la prima parte del parterre, fin quasi alla regia FoH.
Leif Dixon, operatore video del tour, ha così spiegato questa funzione:

La scultura cinetica, utilizzata durante i concerti nelle arene

La scultura cinetica si illumina di colori diversi a seconda delle canzoni e delle strofe e ritornelli di esse. Durante i brani vengono ricreate diverse forme di questa scultura: delle onde, degli angoli e dei rastrelli. Per farlo viene capitalizzata la potenza della console, mentre quelle complesse vengono dal media server; queste forme vengono poi renderizzate in Cinema 4D, quindi i dati vengono convertiti in una forma che il server è in grado di riprodurre. Durante i concerti, alle spalle del gruppo, è posto un maxi schermo di forma rettangolare, che proietta immagini ed effetti scenografici.
Per i concerti all'aperto, invece, viene utilizzato un maxi schermo di forma circolare posto alle spalle della band, che proietta immagini del gruppo ed effetti scenografici e sopra al quale sono posizionati quattro led più piccoli di altrettanta forma, che proiettano le stesse immagini in dimensione ridotta.

## Canzoni suonate

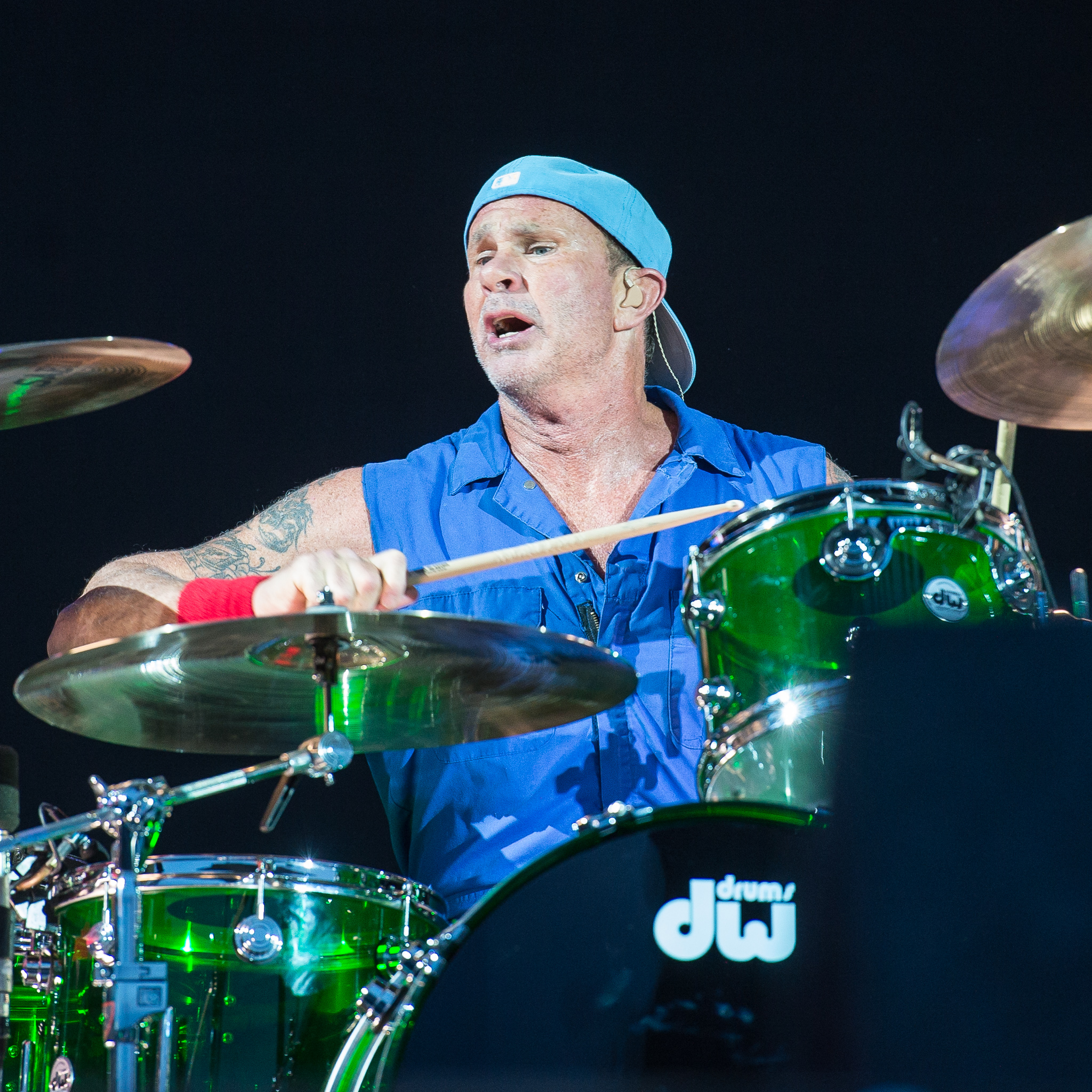
Chad Smith al Rock im Park 2016

- Da The Red Hot Chili Peppers: Mommy, Where's Daddy?.
- Da Freaky Styley: Freaky Styley, Yertle the Turtle.
- Da The Uplift Mofo Party Plan: Me and My Friends.
- Da Mother's Milk: Fire, Higher Ground, Nobody Weird Like Me.
- Da Blood Sugar Sex Magik: Blood Sugar Sex Magik, Give It Away, Breaking the Girl, I Could Have Lied, If You Have To Ask, The Power of Equality, Sir Psycho Sexy, Suck My Kiss, They're Red Hot, Under the Bridge.
- Da One Hot Minute: Aeroplane, Pea.
- Da Californication: Around the World, Californication, Emit Remmus, Get On Top, I Like Dirt, Otherside, Parallel Universe, Right on Time, Scar Tissue.
- Da By the Way: By the Way, Can't Stop, Don't Forget Me, Dosed, The Zephyr Song, Universally Speaking.
- Da Stadium Arcadium: Charlie, Dani California, Hard to Concentrate, Hey, She's Only 18, Snow (Hey Oh), Tell Me Baby, Wet Sand.
- Da I'm with You: The Adventures of Rain Dance Maggie, Did I Let You Know, Ethiopia, Factory of Faith, Look Around.
- Da The Getaway: Dark Necessities, Detroit, Dreams of a Samurai, Encore, Feasting on the Flowers, The Getaway, Go Robot, Goodbye Angels, The Longest Wave, Sick Love, This Ticonderoga, We Turn Red.
- Altre: Soul to Squeeze, Search and Destroy, Brandy (You're a Fine Girl).

La maggior parte delle date dei Red Hot Chili Peppers si compose di sedici canzoni suonate. Ad eccezione dei concerti in Giappone, della seconda data di Budapest e di Oslo (dove vennero suonate rispettivamente Goodbye Angels, By the Way e Dark Necessities come apertura), ad aprire i loro concerti tornò Can't Stop, brano che i Red Hot utilizzarono come apertura degli shows tra il 2004 e il 2007 e che proposero come tale anche nel 2013-2014; la canzone, talvolta, veniva alternata come opening con Around the World, che tornò prima traccia in scaletta dopo esservi stata già nel tour di Californication tra il 1999 e il 2001. Entrambi i brani venivano introdotti da un jam a cui faceva seguito l'ingresso di Anthony Kiedis sul palco; ad essi seguirono, alternandosi a seconda dei concerti, Dani California, Scar Tissue, Snow (Hey Oh), Otherside e The Zephyr Song, che i RHCP tornarono a suonare a distanza di dodici anni dall'ultima volta; come quarta canzone, invece, Dark Necessities fu presenza fissa in tutte le loro date. Californication, in passato sempre suonata verso la fine di ogni concerto, venne invece sempre suonata a metà scaletta in ogni tappa. By the Way rimase posta prima di ogni pausa, come nei due tour precedenti; al termine di essa i Red Hot tornarono sul palco suonando quasi sempre Goodbye Angels, talvolta alternata a Dreams of a Samurai. Come ultima canzone, la band confermò Give It Away, chiusura dei loro concerti dal 2004.
La principale novità in scaletta riguardò Aeroplane, brano tratto da One Hot Minute che i Red Hot non suonavano dal 1997. Il 12 giugno 2016, in occasione del concerto tenutosi al Nova Rock in Austria, Tell Me Baby tornò in scaletta dopo tre anni di assenza, mentre Search and Destroy, cover degli Iggy & The Stooges, venne suonata a distanza di tredici anni dall'ultima volta a partire dal concerto di Helsinki del 14 settembre 2016. Anche What Is Soul?, cover dei Funkadelic molto suonata nei tour precedenti, venne riproposta a distanza di dieci anni dall'ultima volta. Il 9 novembre successivo, durante lo show di Amsterdam, la band tornò a suonare Mommy, Where's Daddy?, pezzo che mancava in scaletta dal 1999. Il 17 novembre, ad Hannover, i RHCP tornarono a suonare Yertle the Turtle per la prima volta dal 2001, omaggiando, nella sua città natale, un loro fan tedesco di lunga data.

In un'intervista rilasciata nell'agosto 2016, a domanda se suonare sempre le stesse vecchie canzoni possa stancare, Flea ha risposto:

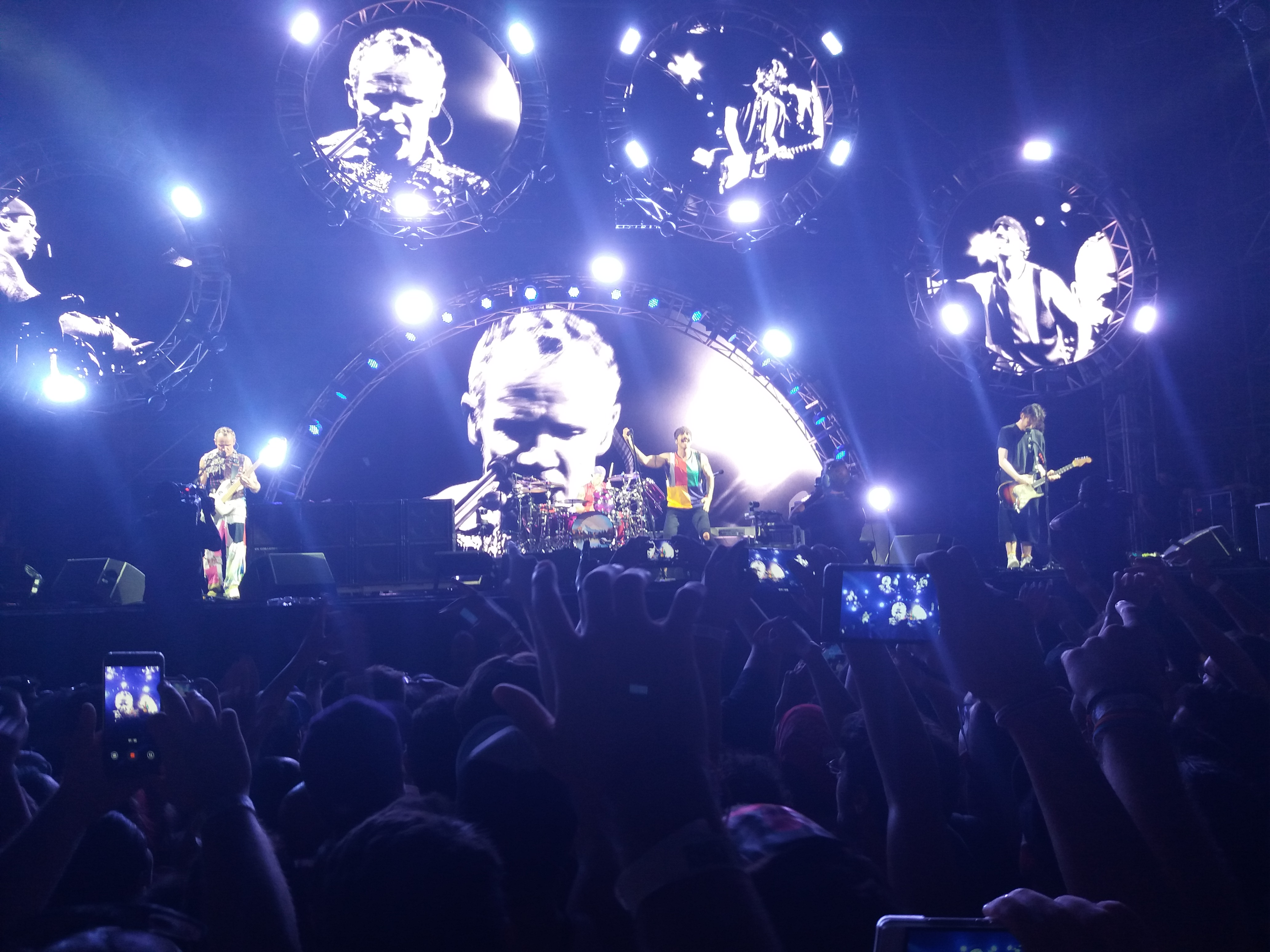
I Red Hot Chili Peppers in concerto al Rock in Roma, 20 luglio 2017

L'11 maggio 2017, in occasione del loro concerto tenutosi a Pittsburgh, i Red Hot Chili Peppers riproposero dal vivo Brandy (You're a Fine Girl), brano dei Looking Glass che avevano suonato solamente nel Roll on the Red Tour del 2004. Il 28 maggio seguente, ad Edmonton, la band suonò per la prima volta in assoluto Dosed, brano tratto da By the Way, che non fu mai suonato in quindici anni, salvo qualche tease negli anni passati; la canzone fu suonata con la presenza come chitarra aggiuntiva di Zach Irons, chitarrista degli IRONTOM (gruppo spalla dei RHCP per quelle date) e figlio di Jack, batterista originario della band. Altro ritorno in scaletta fu quello del brano Get On Top, suonato il 21 settembre 2017 a Dublino, che la band non eseguiva da ben dieci anni.
Tra le varie cover suonate dalla band nel corso del tour, alcune hanno particolare rilevanza: l'11 novembre 2016, infatti, in occasione del concerto tenutosi in Lussemburgo, Josh Klinghoffer ha deciso di suonare il brano Field Commander Cohen per omaggiare il cantautore canadese Leonard Cohen, scomparso il 7 novembre precedente proprio la sera successiva in cui lo stesso Klinghoffer gli aveva dedicato il brano If It Be Your Will ad Anversa. L'8 gennaio 2017, il chitarrista fece un tease della canzone The Bewlay Brothers di David Bowie, per rendere omaggio al cantante e musicista scomparso esattamente un anno prima, mentre il 18 maggio seguente cantò e suonò il brano Seasons di Chris Cornell, ex frontman degli Audioslave e dei Soundgarden, suicidatosi la sera precedente.
Prima di ogni concerto, come nel precedente tour di I'm with You, i Red Hot Chili Peppers salgono sul palco accompagnati dalle note in sottofondo del brano God Bless The Child di Eric Dolphy.
Il tour ha segnato l'ultima esibizione dal vivo di canzoni come Mommy, Where's Daddy, Police Helicopter, Freaky Styley, Yertle the Turtle, Fire, Higher Ground, Breaking the Girl, Aeroplane, Get on Top, Dosed, Brandy, Did I Let You Know, Ethiopia, Look Around,  Detroit, Encore, Feasting on the Flowers, The Longest Wave, This Ticonderoga e We Turn Red. Brani come The Power of Equality, The Adventures of Rain Dance Maggie, Factory of Faith, Dark Necessities, Dreams of a Samurai, Go Robot, Goodbye Angels, Sick Love e The Getaway videro invece le loro performance finali nel 2019, durante gli ultimi concerti di Klinghoffer con la band.

### Cover
| Canzone                                                                          | Artista                     |
| -------------------------------------------------------------------------------- | --------------------------- |
| "Across the Universe" (tease – cantata e suonata da Josh)                        | The Beatles                 |
| "All Night Thing" (cantata e suonata da Josh)                                    | Temple of the Dog           |
| "Andy Warhol" (cantata e suonata da Josh)                                        | David Bowie                 |
| "Answering Machine" (cantata e suonata da Josh)                                  | The Replacements            |
| "Anthem" (cantata e suonata da Josh)                                             | Leonard Cohen               |
| "Anymore" (cantata e suonata da Josh)                                            | Thelonious Monster          |
| "Atomic Dog" (cantata e suonata da Flea)                                         | George Clinton              |
| "Atmosphere" (tease – suonata da Josh)                                           | Joy Division                |
| "The Ballad Of El Goodo" (tease – cantata e suonata da Josh)                     | Big Star                    |
| "The Bewlay Brothers" (tease – cantata e suonata da Josh)                        | David Bowie                 |
| "Big Rock Candy Mountain" (tease – suonata da Flea)                              | Harry McClintock            |
| "Blackbird" (tease – cantata e suonata da Josh)                                  | The Beatles                 |
| "Break on Through (To the Other Side)" (tease)                                   | The Doors                   |
| "Brimful of Asha" (tease – suonata da Josh)                                      | Cornershop                  |
| "Bullet Proof" (tease – cantata da Flea e Anthony, con Chad alla batteria)       | George Clinton              |
| "Burn On" (tease – cantata e suonata da Josh)                                    | Randy Newman                |
| "Chelsea Hotel No. 2" (tease – cantata e suonata da Josh)                        | Leonard Cohen               |
| "Close My Eyes" (tease – suonata da Josh)                                        | Arthur Russell              |
| "Cosmic Dancer" (tease – cantata e suonata da Josh)                              | T.Rex                       |
| "Cracked Actor"                                                                  | David Bowie                 |
| "The Crunge" (tease – suonata da Chad, Flea e Josh)                              | Led Zeppelin                |
| "Cry Baby Cry" (tease – cantata e suonata da Josh)                               | The Beatles                 |
| "D'yer Mak'er" (tease/jam – suonata da Chad e Josh)                              | Led Zeppelin                |
| "Dirty Old Town" (tease – cantata e suonata da Josh)                             | Ewan MacColl                |
| "(Don't Fear) The Reaper" (tease/jam)                                            | Blue Öyster Cult            |
| "Don't Dream It's Over" (tease – cantata e suonata da Josh)                      | Crowded House               |
| "Eye of the Tiger" (tease – suonata da Chad e Josh)                              | Survivor                    |
| "Family Affair" (tease – cantata e suonata da John, Anthony e Flea)              | Sly and the Family Stone    |
| "Field Commander Cohen" (tease – cantata e suonata da Josh)                      | Leonard Cohen               |
| "Five Years" (tease – cantata e suonata da Josh)                                 | David Bowie                 |
| "Galveston" (tease – cantata e suonata da Josh)                                  | Glen Campbell               |
| "Get It On" (tease – cantata e suonata da Josh)                                  | T. Rex                      |
| "Green Acres" (tease – cantata da Flea, suonata da Flea e Chad)                  | Vic Mizzy                   |
| "Heaven" (tease – cantata e suonata da Josh)                                     | Talking Heads               |
| "Heroes" (tease – cantata e suonata da Josh)                                     | David Bowie                 |
| "Hey Bulldog" (tease – Anthony al basso, Flea alle tastiere, Josh al pianoforte) | The Beatles                 |
| "Higgs Boson Blues" (tease – cantata e suonata da Josh)                          | Nick Cave & The Bad Seeds   |
| "Hybrid Moments" (tease –cantata e suonata da Josh)                              | Misfits                     |
| "I Don't Want to Play in Your Yard" (tease – cantata e suonata da Josh)          | Peggy Lee                   |
| "I Feel You" (tease – cantata e suonata da Josh)                                 | Depeche Mode                |
| "I Wanna Be Your Dog" (tease)                                                    | The Stooges                 |
| "I Wanna Hold Your Hand" (tease – cantata da Josh, suonata dagli altri)          | The Beatles                 |
| "I Would For You" (tease – cantata e suonata da Josh)                            | Jane's Addiction            |
| "If It Be Your Will" (tease – cantata e suonata da Josh)                         | Leonard Cohen               |
| "I'll Be Back" (tease – cantata e suonata da Josh)                               | The Beatles                 |
| "I'm On Fire" (tease – cantata e suonata da Josh)                                | Bruce Springsteen           |
| "I'm Set Free" (tease – cantata e suonata da Josh)                               | The Velvet Underground      |
| "I'm So Tired" (tease – cantata e suonata da Josh)                               | The Beatles                 |
| "Into My Arms" (tease – cantata e suonata da Josh)                               | Nick Cave                   |
| "Io Sono Quel Che Sono" (tease – cantata e suonata da Josh)                      | Mina                        |
| "It's So Hard to Say Goodbye to Yesterday" (tease – cantata e suonata da Josh)   | Boyz II Men                 |
| "Jack the Ripper" (tease – cantata e suonata da Josh)                            | Morrissey                   |
| "Je suis venu te dire que je m'en vais" (tease – cantata e suonata da Josh)      | Serge Gainsbourg            |
| "Johnny B. Goode" (tease)                                                        | Chuck Berry                 |
| "The Joker" (tease – cantata e suonata da Anthony e Chad)                        | Steve Miller Band           |
| "Ladies' Night" (tease – cantata da Flea)                                        | Kool and the Gang           |
| "Last Day of Our Acquaintance" (tease – cantata e suonata da Josh)               | Sinead O'Connor             |
| "Living Without You" (tease – cantata e suonata da Josh)                         | Randy Newman                |
| "Lust for Life" (tease – suonata da Chad e Josh)                                 | Iggy Pop                    |
| "The Mercy Seat" (tease – cantata e suonata da Josh)                             | Nick Cave and the Bad Seeds |
| "My Death (tease – cantata e suonata da Josh)                                    | Jacques Brel                |
| "Nervous Breakdown" (tease – cantata da Flea e suonata da Flea, Josh e Chad)     | Black Flag                  |
| "The Only Living Boy in New York" (tease – cantata e suonata da Josh)            | Simon & Garfunkel           |
| "Opportunity to Cry" (tease – cantata e suonata da Josh)                         | Willie Nelson               |
| "Orange Claw Hammer" (tease – cantata da Flea)                                   | Captain Beefheart           |
| "Rain" (tease – cantata e suonata da Josh)                                       | The Beatles                 |
| "Red Hot Mama" (tease - cantata da Flea)                                         | Funkadelic                  |
| "Richie Dagger's Crime" (tease – cantata e suonata da Flea)                      | Germs                       |
| "Rock and Roll" (tease – suonata da Chad)                                        | Led Zeppelin                |
| "Seasons" (tease - cantata e suonata da Josh)                                    | Chris Cornell               |
| "She's Lost Control" (tease/jam)                                                 | Joy Division                |
| "Show of Strength" (tease)                                                       | Echo & the Bunnymen         |
| "So What If I Did" (tease – cantata e suonata da Josh)                           | Thelonious Monster          |
| "Southern Nights" (tease – cantata e suonata da Josh)                            | Glen Campbell               |
| "Spectre" (tease – cantata e suonata da Josh)                                    | Radiohead                   |
| "Starman"                                                                        | David Bowie                 |
| "Strange Days" (tease – suonata da Josh)                                         | The Doors                   |
| "Strangers" (tease – cantata e suonata da Josh)                                  | The Kinks                   |
| "Sunday Bloody Sunday" (tease – suonata da Chad)                                 | U2                          |
| "Sway" (tease – cantata e suonata da Josh)                                       | The Rolling Stones          |
| "Sweet and Low" (tease – suonata da Flea e Josh)                                 | Fugazi                      |
| "Sweet Home Alabama" (tease – suonata da Josh)                                   | Lynyrd Skynyrd              |
| "Sycamore Trees" (tease – sung/performed by Josh)                                | Jimmy Scott                 |
| "That Joke Isn't Funny Anymore" (tease – cantata e suonata da Josh)              | The Smiths                  |
| "That's When I Reach for My Revolver" (tease – cantata e suonata Josh)           | Mission of Burma            |
| "This is a Low" (tease – cantata e suonata da Josh)                              | Blur                        |
| "This Is Where I Belong" (tease – cantata e suonata da Josh)                     | The Kinks                   |
| "Till There Was You" (tease – cantata da Flea)                                   | Meredith Willson            |
| "Tonight" (tease – suonata da Josh)                                              | David Bowie                 |
| "Try Again" (tease – cantata e suonata da Josh)                                  | Big Star                    |
| "Twilight" (tease – cantata e suonata da Josh)                                   | Elliott Smith               |
| "Two of Us" (tease)                                                              | The Beatles                 |
| "Until the Ocean" (tease – cantata e suonata da Josh)                            | Malfunkshun                 |
| "Until Then" (tease – suonata da Josh)                                           | Broadcast                   |
| "The Victors" (tease – cantata da Chad)                                          | Louis Elbel                 |
| "Waiting Room" (tease – suonata da Flea, Chad e Josh)                            | Fugazi                      |
| "War Pigs" (tease/jam – suonata da Chad e Josh)                                  | Black Sabbath               |
| "Warszawa" (cantata e suonata da Josh)                                           | David Bowie                 |
| "Watching the Wheels" (tease – cantata e suonata da Josh)                        | John Lennon                 |
| "We Will Rock You" (batteria – Chad e Josh)                                      | Queen                       |
| "What Is Soul?" (tease - di solito suonata dopo "Californication")               | Funkadelic                  |
| "Where Everybody Knows Your Name" (cantata e suonata da Josh)                    | Gary Portnoy                |
| "Wichita Lineman" (cantata e suonata da Josh)                                    | Glen Campbell               |
| "Wicked Game" (tease – cantata e suonata da Josh)                                | Chris Isaak                 |
| "Wild World" (tease – cantata e suonata da Josh)                                 | Cat Stevens                 |
| "You're a Big Girl Now" (tease – cantata e suonata da Josh)                      | Bob Dylan                   |

## Recensioni critiche
Il concerto di Toronto del 4 febbraio 2017 è stato oggetto di critiche da parte del conduttore radiofonico canadese Alan Cross. Nella sua recensione, intitolata "Un'onesta recensione dei Red Hot Chili Peppers a Toronto", Cross ha affermato che lo show ha mancato dell'essenza dei Red Hot, accusando il gruppo di essere salito tardi sul palco e di aver scarsamente interagito col pubblico: "le uniche cose che dicevano erano del tipo 'è tanto tempo che non veniamo qui, siete molto speciali per noi, eccetera', cose che dicono in qualsiasi altra città". Lo stesso conduttore ha dichiarato di aspettarsi una performance più energetica, "come la maggior parte dei ragazzi che vanno a vedersi il loro primo concerto, ma eravamo soltanto una delle tante città dove vanno in tour, nulla di più. Dov'era il nostro amore? L'amore che avrebbe contribuito a giustificare il pagamento di oltre cento dollari per sedersi nel bel mezzo del nulla? L'amore che probabilmente ci porterebbe a pagarli ancora e ancora?". Cross ha continuato criticando anche la durata del concerto di un'ora e mezzo, affermando che, al termine dello show, spettatori e giornalisti presenti sono usciti visibilmente delusi: "perché non possono fare quello che ha fatto il loro amico Dave Grohl, che ha suonato tre ore con una gamba rotta sulla sedia a rotelle rischiando di venire multato perché aveva sforato il tempo previsto?"
Di tutt'altro tenore è invece la recensione scritta da Gabriele Antonucci di Panorama, il quale loda la performance della band del 20 luglio 2017 al Rock in Roma, affermando che "in genere, nei concerti delle band con diversi lustri sulle spalle, i brani nuovi sono vissuti quasi come uno scotto necessario per arrivare finalmente ai grandi classici del passato. Non è stato così per la band californiana, i cui nuovi brani di The Getaway sono già stati metabolizzati dal pubblico, che li canta e li balla come se fossero brani del passato, in particolare Dark Necessities, Go Robot e Goodbye Angels, a conferma dell'ottimo lavoro svolto sul suono da Danger Mouse e Nigel Godrich."

## Date
| Nord America               |                   |                  |                                      |
| 22 maggio 2016             | Columbus          | Stati Uniti      | Rock on the Range                    |
| 29 maggio 2016             | Napa              | Stati Uniti      | BottleRock Napa Valley               |
| Europa                     |                   |                  |                                      |
| 4 giugno 2016              | Mendig            | Germania         | Rock am Ring                         |
| 5 giugno 2016              | Norimberga        | Germania         | Rock im Park                         |
| 8 giugno 2016              | Interlaken        | Svizzera         | Greenfield Festival                  |
| 10 giugno 2016             | Landgraaf         | Paesi Bassi      | Pinkpop Festival                     |
| 12 giugno 2016             | Nickelsdorf       | Austria          | Nova Rock                            |
| 29 giugno 2016             | Roskilde          | Danimarca        | Roskilde Festival                    |
| 30 giugno 2016             | Gdynia            | Polonia          | Open'er Festival                     |
| 2 luglio 2016              | Werchter          | Belgio           | Rock Werchter                        |
| 6 luglio 2016              | Kiev              | Ucraina          | Stadio Olimpico di Kiev              |
| 9 luglio 2016              | Mosca             | Russia           | Park Live Festival                   |
| 10 luglio 2016             | Perthshire        | Scozia           | T in the Park                        |
| Nord America               |                   |                  |                                      |
| 15 luglio 2016             | Ottawa            | Canada           | Ottawa Bluesfest                     |
| 16 luglio 2016             | Québec            | Canada           | Quebec City Summer Festival          |
| Asia                       |                   |                  |                                      |
| 22 luglio 2016             | Ansan             | Corea del Sud    | Jisan Valley Rock Festival           |
| 24 luglio 2016             | Yuzawa            | Giappone         | Fuji Rock Festival                   |
| Nord America               |                   |                  |                                      |
| 29 luglio 2016             | Montréal          | Canada           | Osheaga Festival                     |
| 30 luglio 2016             | Chicago           | Stati Uniti      | Lollapalooza                         |
| Europa                     |                   |                  |                                      |
| 25 agosto 2016             | Belfast           | Irlanda del Nord | Tennent's Vital                      |
| 27 agosto 2016             | Reading           | Inghilterra      | Reading Festival                     |
| 28 agosto 2016             | Leeds             | Inghilterra      | Leeds Festival                       |
| 1 e 2 settembre 2016       | Budapest          | Ungheria         | Budapest Sports Arena                |
| 4 settembre 2016           | Praga             | Repubblica Ceca  | O2 Arena                             |
| 6 settembre 2016           | Berlino           | Germania         | Telekom Street Gig                   |
| 8 settembre 2016           | Oslo              | Norvegia         | Telenor Arena                        |
| 10 settembre 2016          | Stoccolma         | Svezia           | Tele2 Arena                          |
| 13 e 14 settembre 2016     | Helsinki          | Finlandia        | Hartwall Arena                       |
| 27 e 28 settembre 2016     | Madrid            | Spagna           | Barclaycard Center                   |
| 1 e 2 ottobre 2016         | Barcellona        | Spagna           | Palau Sant Jordi                     |
| 5 e 6 ottobre 2016         | Zurigo            | Svizzera         | Hallenstadion                        |
| 8 ottobre 2016             | Bologna           | Italia           | Unipol Arena                         |
| 10 e 11 ottobre 2016       | Torino            | Italia           | PalAlpitour                          |
| 15, 16 e 18 ottobre 2016   | Parigi            | Francia          | AccorHotels Arena                    |
|                            |                   |                  |                                      |
| Nord America               |                   |                  |                                      |
| 28 ottobre 2016            | Los Angeles       | Stati Uniti      | KROQ's Halloween Costume Ball        |
| Europa                     |                   |                  |                                      |
| 1º novembre 2016           | Monaco di Baviera | Germania         | Olympiahalle                         |
| 3 novembre 2016            | Berlino           | Germania         | Mercedes-Benz Arena                  |
| 6 novembre 2016            | Anversa           | Belgio           | Sportpaleis                          |
| 8 e 9 novembre 2016        | Amsterdam         | Paesi Bassi      | Ziggo Dome                           |
| 11 novembre 2016           | Esch-sur-Alzette  | Lussemburgo      | Rockhal                              |
| 14 novembre 2016           | Colonia           | Germania         | Lanxess Arena                        |
| 16 novembre 2016           | Herning           | Danimarca        | Jyske Bank Boxen                     |
| 17 novembre 2016           | Hannover          | Germania         | TUI Arena                            |
| 19 novembre 2016           | Francoforte       | Germania         | Festhalle                            |
| 21 novembre 2016           | Vienna            | Austria          | Wiener Stadthalle                    |
| 5 e 6 dicembre 2016        | Londra            | Inghilterra      | The O2 Arena                         |
| 8 dicembre 2016            | Glasgow           | Scozia           | The SSE Hydro                        |
| 10 e 11 dicembre 2016      | Birmingham        | Inghilterra      | Genting Arena                        |
| 14 e 15 dicembre 2016      | Manchester        | Inghilterra      | Manchester Evening News Arena        |
| 18 dicembre 2016           | Londra            | Inghilterra      | The O2 Arena                         |
| Nord America               |                   |                  |                                      |
| 5 gennaio 2017             | San Antonio       | Stati Uniti      | AT&T Center                          |
| 7 gennaio 2017             | Houston           | Stati Uniti      | Toyota Center                        |
| 8 gennaio 2017             | Dallas            | Stati Uniti      | American Airlines Center             |
| 10 gennaio 2017            | New Orleans       | Stati Uniti      | Smoothie King Center                 |
| 12 gennaio 2017            | Memphis           | Stati Uniti      | FedExForum                           |
| 14 gennaio 2017            | Tulsa             | Stati Uniti      | BOK Center                           |
| 16 gennaio 2017            | Wichita           | Stati Uniti      | Intrust Bank Arena                   |
| 18 gennaio 2017            | St.Louis          | Stati Uniti      | Scottrade Center                     |
| 20 gennaio 2017            | Lincoln           | Stati Uniti      | Pinnacle Bank Arena                  |
| 21 gennaio 2017            | Minneapolis       | Stati Uniti      | Target Center                        |
| 2 febbraio 2017            | Detroit           | Stati Uniti      | Joe Louis Arena                      |
| 4 febbraio 2017            | Toronto           | Canada           | Air Canada Centre                    |
| 7 e 8 febbraio 2017        | Boston            | Stati Uniti      | TD Garden                            |
| 10 febbraio 2017           | Buffalo           | Stati Uniti      | KeyBank Center                       |
| 12 e 13 febbraio 2017      | Filadelfia        | Stati Uniti      | Wells Fargo Center                   |
| 15, 17 e 18 febbraio 2017  | New York          | Stati Uniti      | Madison Square Garden                |
| 7, 8 e 10 marzo 2017       | Los Angeles       | Stati Uniti      | Staples Center                       |
| 12 marzo 2017              | Oakland           | Stati Uniti      | Oracle Arena                         |
| 15 marzo 2017              | Portland          | Stati Uniti      | Moda Center                          |
| 17 marzo 2017              | Seattle           | Stati Uniti      | Key Arena                            |
| 18 marzo 2017              | Vancouver         | Canada           | Rogers Arena                         |
| 21 marzo 2017              | San Diego         | Stati Uniti      | Valley View Casino Center            |
| 12 aprile 2017             | Washington        | Stati Uniti      | Verizon Center                       |
| 14 aprile 2017             | Atlanta           | Stati Uniti      | Philips Arena                        |
| 15 aprile 2017             | Raleigh           | Stati Uniti      | PNC Arena                            |
| 17 aprile 2017             | Charlotte         | Stati Uniti      | Spectrum Center                      |
| 19 aprile 2017             | Columbia          | Stati Uniti      | Colonial Life Arena                  |
| 22 aprile 2017             | North Little Rock | Stati Uniti      | Verizon Arena                        |
| 24 aprile 2017             | Jacksonville      | Stati Uniti      | Jacksonville Veterans Memorial Arena |
| 26 aprile 2017             | Orlando           | Stati Uniti      | Amway Center                         |
| 27 aprile 2017             | Tampa             | Stati Uniti      | Amalie Arena                         |
| 29 aprile 2017             | Miami             | Stati Uniti      | American Airlines Arena              |
| 11 maggio 2017             | Pittsburgh        | Stati Uniti      | PPG Paints Arena                     |
| 13 maggio 2017             | Cleveland         | Stati Uniti      | Quicken Loans Arena                  |
| 14 maggio 2017             | Columbus          | Stati Uniti      | Schottenstein Center                 |
| 16 maggio 2017             | Louisville        | Stati Uniti      | KFC Yum! Center                      |
| 18 maggio 2017             | Indianapolis      | Stati Uniti      | Bankers Life Fieldhouse              |
| 19 maggio 2017             | Cincinnati        | Stati Uniti      | U.S. Bank Arena                      |
| 21 maggio 2017             | Kansas City       | Stati Uniti      | New Orleans Arena                    |
| 23 maggio 2017             | Des Moines        | Stati Uniti      | Wells Fargo Arena                    |
| 26 maggio 2017             | Winnipeg          | Canada           | MTS Centre                           |
| 28 maggio 2017             | Edmonton          | Canada           | Rogers Place                         |
| 29 maggio 2017             | Calgary           | Canada           | Scotiabank Saddledome                |
| 10 giugno 2017             | Manchester        | Stati Uniti      | Bonnaroo                             |
| 20 giugno 2017             | Montréal          | Canada           | Bell Centre                          |
| 22 giugno 2017             | Hamilton          | Canada           | FirstOntario Centre                  |
| 23 giugno 2017             | Ottawa            | Canada           | Canadian Tire Centre                 |
| 25 giugno 2017             | Grand Rapids      | Stati Uniti      | Van Handel Arena                     |
| 28 giugno 2017             | Milwaukee         | Stati Uniti      | Marcus Amphitheater                  |
| 30 giugno e 1º luglio 2017 | Chicago           | Stati Uniti      | United Center                        |
| Europa                     |                   |                  |                                      |
| 13 luglio 2017             | Lisbona           | Portogallo       | Altice Arena                         |
| 15 luglio 2017             | Benicàssim        | Spagna           | Festival Internacional de Benicàssim |
| 18 luglio 2017             | Nyon              | Svizzera         | Paléo Festival Nyon                  |
| 20 luglio 2017             | Roma              | Italia           | Rock in Roma                         |
| 21 luglio 2017             | Milano            | Italia           | Ippodromo del galoppo di San Siro    |
| 23 luglio 2017             | Parigi            | Francia          | Lollapalooza                         |
| 25 luglio 2017             | Cracovia          | Polonia          | Stadion Cracovii                     |
| 27 luglio 2017             | Riga              | Lettonia         | Lucavsala                            |
| 29 luglio 2017             | Helsinki          | Finlandia        | Kaisafest                            |
| 31 luglio 2017             | Reykjavík         | Islanda          | Nyja Laugardalshollin                |
| Nord America               |                   |                  |                                      |
| 15 settembre 2017          | Del Mar           | Stati Uniti      | KABOO Del Mar                        |
| 17 settembre 2017          | Flushing          | Stati Uniti      | Citi Field                           |
| Europa                     |                   |                  |                                      |
| 20 e 21 settembre 2017     | Dublino           | Irlanda          | 3Arena                               |
| Sud America                |                   |                  |                                      |
| 24 settembre 2017          | Rio de Janeiro    | Brasile          | Rock in Rio                          |
| Nord America               |                   |                  |                                      |
| 7 ottobre 2017             | Austin            | Stati Uniti      | Zilker Park                          |
| 10 e 11 ottobre 2017       | Città del Messico | Messico          | Palacio de los Deportes              |
| 14 ottobre 2017            | Austin            | Stati Uniti      | Zilker Park                          |
| 16 ottobre 2017            | Denver            | Stati Uniti      | Pepsi Center                         |
| 18 ottobre 2017            | Glendale          | Stati Uniti      | Gila River Arena                     |

## Concerti annullati o spostati
| Data                  | Città       | Nazione     | Sede                      | Motivo |
| --------------------- | ----------- | ----------- | ------------------------- | --- |
| Europa                |             |             |                           | |
| 13 ottobre 2016       | Montpellier | Francia     | Park&Suites Arena         | Cancellato per maltempo.                                                                                       |
| 20 e 21 dicembre 2016 | Dublino     | Irlanda     | 3Arena                    | Cancellati a causa dell'influenza che ha colpito Anthony Kiedis e riprogrammati per il 20 e 21 settembre 2017. |
| Nord America          |             |             |                           | |
| 15 gennaio 2017       | Wichita     | Stati Uniti | Intrust Bank Arena        | Cancellato per maltempo e recuperato la sera successiva.                                                       |
| 2 marzo 2017          | Denver      | Stati Uniti | Pepsi Center              | Cancellato a causa di una bronchite contratta da Anthony Kiedis e riprogrammato per il 16 ottobre 2017.        |
| 4 marzo 2017          | Glendale    | Stati Uniti | Gila River Arena          | Cancellato a causa di una bronchite contratta da Anthony Kiedis e riprogrammato per il 18 ottobre 2017.        |
| 5 marzo 2017          | San Diego   | Stati Uniti | Valley View Casino Center | Cancellato a causa di una bronchite contratta da Anthony Kiedis e riprogrammato per il 21 marzo 2017.          |
| 18 giugno 2017        | Québec      | Canada      | Centre Vidéotron          | Cancellato a causa di un conflitto nei programmi.                                                              |

## Artisti e gruppi d'apertura
- Deap Vally (Dal 1° al 10 settembre 2016)
- La Femme (Ottobre 2016)
- Babymetal (Dal 5 al 15 dicembre 2016 e dal 12 al 29 aprile 2017)
- Trombone Shorty and Orleans Avenue (Dal 5 gennaio al 18 marzo 2017)
- Jack Irons (Dal 5 gennaio al 1º luglio 2017)
- IRONTOM (Dall'11 al 29 maggio 2017)
- Deerhoof (Dal 18 al 25 giugno 2017 e dal 30 giugno al 1º luglio 2017)
- KNOWER (20, 21, 23 e 25 luglio 2017)
- Lady Leshurr (20-21 settembre 2017)
- Louis Cole (10-11 ottobre 2017)

## Formazione
- Anthony Kiedis - voce
- Josh Klinghoffer - chitarra e voce
- Flea - basso
- Chad Smith - batteria

### Altri musicisti
- Nate Walcott - pianoforte, tastiere e tromba
- Chris Warren - tastiere, batteria elettronica e percussioni
- Samuel Bañuelos III - basso (in Go Robot e Encore)

### Musicisti aggiuntivi
| Musicista                                                          | Data                            |
| ------------------------------------------------------------------ | ------------------------------- |
| Thundercat (basso in Go Robot)                                     | 26 maggio 2016                  |
| Babymetal (in Nobody Weird Like Me)                                | 14 dicembre 2016                |
| George Porter Jr. (basso in Give it Away)                          | 10 gennaio 2017                 |
| Ivan Neville (tastiere in Give it Away)                            | 10 gennaio 2017                 |
| Trombone Shorty (trombone in Give it Away)                         | 10 gennaio 2017                 |
| The Rebirth Brass Band (in Give it Away)                           | 10 gennaio 2017                 |
| Zack Irons (chitarra in Dosed)                                     | 28, 29 maggio e 18 ottobre 2017 |
| Jack Irons (batteria in Fire)                                      | 25 giugno e 18 ottobre 2017     |
| Mauro Refosco (percussioni in The Adventures of Rain Dance Maggie) | 20 luglio 2017                  |
| Zack Irons (chitarra in "The Longest Wave")                        | 18 ottobre 2017                 |

## Curiosità

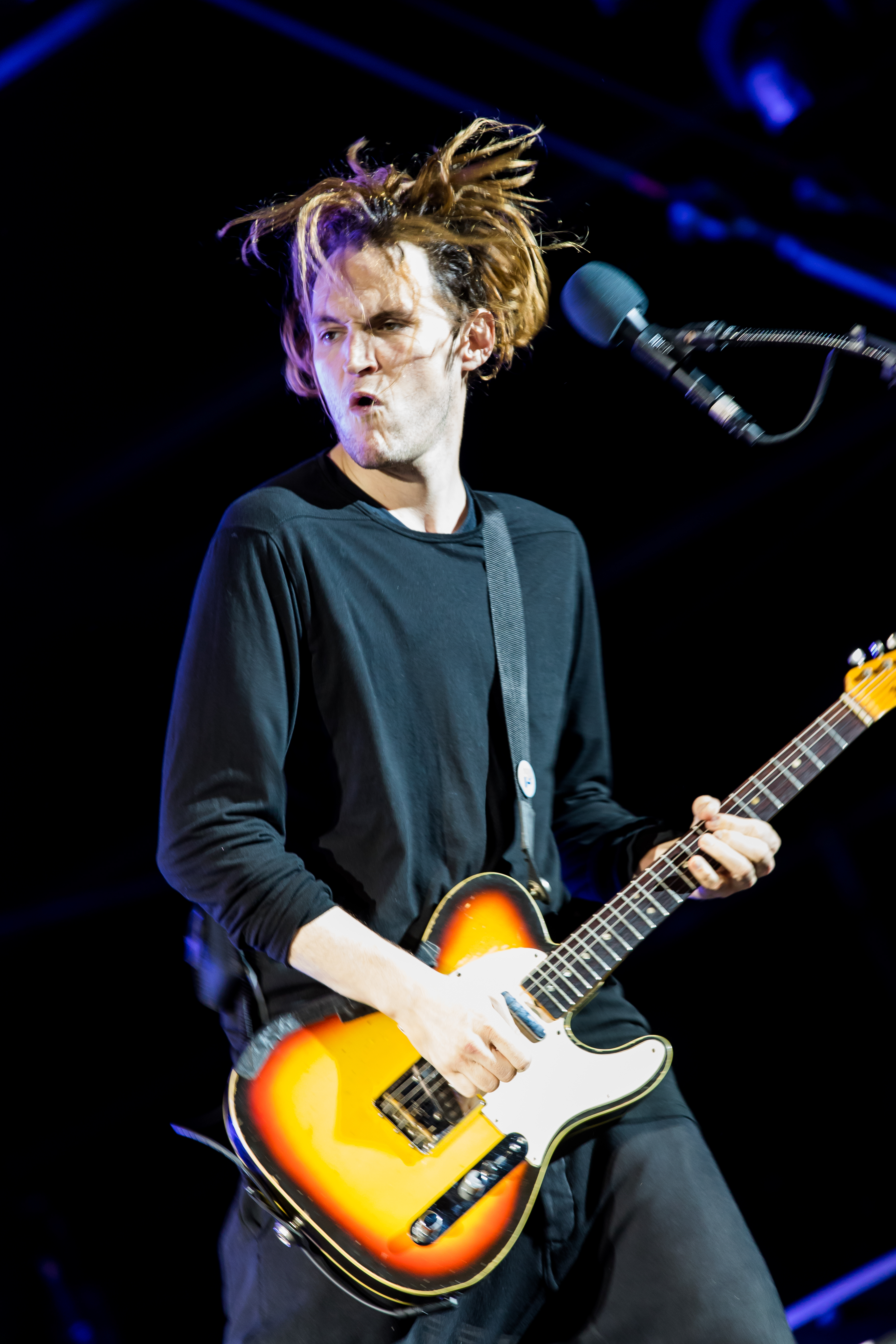
Josh Klinghoffer al Rock am Ring 2016

- In questo tour la band ha toccato tutti i continenti, eccetto Africa ed Oceania: grande sorpresa è stata la mancanza di date australiane, visto che dal 1992 i RHCP vi si sono sempre esibiti. I Red Hot avrebbero comunque suonato in entrambi in continenti tra febbraio e marzo 2019.
- Per questa tournée sono stati venduti oltre 1,3 milioni di biglietti in tutto il mondo.
- Il 18 settembre 2016 i Red Hot Chili Peppers hanno suonato Can't Stop e Dark Necessities al Los Angeles Memorial Coliseum prima della partita dei Los Angeles Rams, squadra di football americano di cui Flea si è dichiarato tifoso.[21]
- Durante le esibizioni del 10 ottobre a Torino, del 12 febbraio a Minneapolis, del 20 luglio a Roma e del 27 luglio a Riga, Anthony Kiedis ha cantato spezzoni di Dreams of a Samurai, Go Robot e Goodbye Angels con suo figlio Everly Bear.
- Così come nel precedente tour di I'm with You, anche in occasione di questa tournée la band ha messo a disposizione sul proprio sito le registrazioni audio ufficiali di ogni concerto tenuto, scaricabili a pagamento.
- Il 22 gennaio 2017 a Minneapolis, dopo 26 anni, Dave Rat ha tenuto il suo ultimo concerto da tecnico del suono della band,[22] venendo in seguito sostituito da Sean Sullivan.
- Il batterista originario dei Red Hot, Jack Irons, si è unito ai vari gruppi d'apertura della band durante il tour nordamericano, dal 2 febbraio al 1º luglio 2017.[23]
- L'8 aprile 2017, i RHCP hanno tenuto un concerto privato all'Arsenale di Venezia[24] per omaggiare l'artista e scultore, nonché amico della band, Damien Hirst, curatore della mostra Treasures from the Wreck of the Unbelievable, che ha avuto luogo a Palazzo Grassi dall'aprile al dicembre dello stesso anno.[25] Hirst, in passato, fu autore della copertina dell'album I'm with You e di alcuni bassi di Flea.
- Per il video ufficiale del singolo Goodbye Angels sono stati utilizzati alcuni frammenti del concerto che la band ha sostenuto ad Atlanta il 14 aprile 2017.[26]
- La canzone Dosed, suonata dal vivo per la prima volta in quindici anni dai Red Hot ai concerti di Edmonton e Calgary del maggio 2017, fu eseguita su richiesta di una ragazza di 17 anni, malata di cancro, che incontrò la band nel backstage del concerto tenutosi a New York nel febbraio 2017. La ragazza è poi deceduta il 1º giugno seguente a causa della malattia.[27]
- Dall'ultimo album sono state suonate tutte le canzoni, eccetto The Hunter, mentre Dark Necessities è stato l'unico brano ad essere sempre suonato in ogni show di questo tour (inclusi anche spettacoli televisivi).
- Sono state suonate 61 canzoni totali e ciò ha reso questo tour il più variegato della band in termini di brani.